# Reruhi Shimizu
 (juillet 2025).
Si vous disposez d'ouvrages ou d'articles de référence ou si vous connaissez des sites web de qualité traitant du thème abordé ici, merci de compléter l'article en donnant les références utiles à sa vérifiabilité et en les liant à la section « Notes et références ».
Reruhi Shimizu (清水 礼留飛, Shimizu Reruhi), né le 4 décembre 1993 à Myōkō, est un sauteur à ski japonais. Il est le frère d'Aguri Shimizu.

## Carrière
Reruhi Shimizu connait sa première expérience internationale en 2008 lors d'une compétition de la FIS, mais rencontre régulièrement le haut niveau à partir de 2011. Il fait ses débuts en Coupe du monde en novembre 2012 à Lillehammer et marque ses premiers points (28e place). Le mois suivant, il réussit à rentrer dans les dix premiers lors des deux concours disputés à Sotchi (neuvième et dixième). Lors de la saison 2013-2014, il monte sur son premier podium lors d'une épreuve par équipes à Klingenthal puis termine cinquième à Trondheim, son meilleur résultat individuel à ce jour. Entre-temps, il participe aux Jeux olympiques de Sotchi, lors desquels il se classe dix-huitième et dixième en individuel puis obtient la médaille de bronze avec Taku Takeuchi, Daiki Ito et Noriaki Kasai dans l'épreuve par équipes.

## Palmarès

### Jeux olympiques
| Épreuve / Édition | Sotchi 2014 |
| Petit tremplin    | 18e         |
| Grand tremplin    | 10e         |
| Par équipes       | Bronze      |

### Championnats du monde
| Épreuve / Édition          | Val di Fiemme 2013 |
| Par équipes grand tremplin | 5e                 |

### Championnats du monde de vol a ski
| Épreuve / Édition | Harrachov 2014 |
| Individuel        | 12e            |
| Par équipes       |                |

### Coupe du monde
- Meilleur classement général : 32e en 2014.
- Meilleur résultat individuel : 5e.
- 2 podiums par équipes.